# Carano (figlio di Filippo II)
Carano (in greco antico: Κάρανος?, Káranos; Pella, IV secolo a.C. – 336 a.C.) è stato un principe macedone antico, figlio di Filippo II e Cleopatra Euridice, fratellastro di Alessandro Magno.

## Biografia
La madre di Alessandro, Olimpiade cercò di eliminare qualunque rivale al trono e a proteggere suo figlio. Cleopatra Euridice, ultima moglie di Filippo partorì una bambina, Europa, pochi giorni prima della sua morte. La nascita di un figlio, Carano, non è confermata. Subito dopo l'ascesa al trono di Alessandro nel 336 a.C., Plutarco riferisce che, dopo aver assistito alla morte di sua figlia, Europa, Olimpiade costrinse Cleopatra Euridice a suicidarsi.
Per altri, Carano era il primogenito di Filippo, figlio di Fila di Elimea e fu Alessandro a farlo uccidere con l'accusa di congiura.